# UTC-2
UTC−2 è un fuso orario, in ritardo di 2 ore sull'UTC.
Essendo geograficamente l'ora dell'Atlantico, è di base praticamente inutilizzato se non da poche migliaia di persone (meno di 3000, in inverno).

## Zone
È utilizzato nei seguenti piccoli territori:
- Brasile:
  - Fernando de Noronha
  - Trindade e Martim Vaz
- Regno Unito:
  - Georgia del Sud e isole Sandwich meridionali

## Geografia
In teoria UTC−2 corrisponde a una zona del globo di longitudine compresa tra 37,5° W e 22,5° W, e l'ora utilizzata corrispondeva all'ora solare media del 30º meridiano ovest, riferimento integrato nell'UTC nel 1972.

## Ora legale
Saint-Pierre e Miquelon e buona parte della Groenlandia trascorrono l'estate in UTC-2 per il passaggio all'ora legale. Si tratta comunque di località assai scarsamente popolate.
Quando questi territori sono in ora solare, il fuso UTC-2 è il meno utilizzato al mondo.